# Kozacikî, Letîciv
Kozacikî (în ucraineană Козачки) este localitatea de reședință a comunei Kozacikî din raionul Letîciv, regiunea Hmelnîțkîi, Ucraina.

## Demografie
Componența lingvistică a localității Kozacikî
     Ucraineană (99,23%)
     Alte limbi (0,77%)
Conform recensământului din 2001, majoritatea populației localității Kozacikî era vorbitoare de ucraineană (99,23%), existând în minoritate și vorbitori de alte limbi.